# Kathleen (Geórgia)
Kathleen é uma área não incorporada localizada em Geórgia, Estados Unidos.